# Zim
|  | Per a altres significats, vegeu «Zim Integrated Shipping Services». |

Zim és un programa creat i desenvolupat en Perl i GTK, que permet redactar textos en format wiki. Facilita la redacció de pàgines a través d'un editor WSYIWYG. Aquestes pàgines seran guardades al directori que el mateix usuari pot escollir, en arxius de text en els quals el text estarà formatat en la sintaxi wiki.

## Característiques
- Editor WYSIWYG simple per a la correcció de textos.
- Exportar les seves notes a documents HTML.
- Historial de canvis.
- Característiques comuns d'un wiki.
- Cada pàgina es guarda com un arxiu de text, amb sintaxi bàsica d'un wiki.
- Les pàgines poden contenir enllaços a altres pàgines.

## Observacions
- Crear una pàgina nova és tan fàcil com crear un enllaç que no existeix.
- Facilitat d'ús
- Veure els objectius Arxivat 2006-09-15 a Wayback Machine. futurs per al desenvolupament de Zim.

## Connectors
Alguns dels plugins existents:
- TrayIcon
- Correcció ortogràfica, usant gtkspell.
- És possible exportar Arxivat 2006-05-17 a Wayback Machine. les seves notes a documents HTML.